# Repište (Čukarica)
Pour les articles homonymes, voir Repište.
Repište (en serbe cyrillique Репиште) est un quartier de Belgrade, la capitale de la Serbie. Il est situé dans la municipalité de Čukarica.

## Présentation
Repište constitue en fait un prolongement occidental du quartier de Žarkovo. Il est délimité par les quartiers de Banovo brdo et Sunčana Padina au nord, Košutnjak à l'est, Cerak au sud et Žarkovo lui-même à l'ouest.
Repište, dont le nom serbe signifie « le champ de tulipes », est un quartier exclusivement résidentiel.